# Seal Cove (Prinzessin-Elisabeth-Land)
Die Seal Cove (englisch für Robbenbucht) ist eine Bucht an der Ingrid-Christensen-Küste des ostantarktischen Prinzessin-Elisabeth-Lands. Das von steilwandigen Kliffs umrandete Gewässer liegt auf der Ostseite der Fletcher Promontory im Gebiet der Larsemann Hills.
Das Antarctic Names Committee of Australia benannte sie. Ausschlaggebend für die Namensgebung war der Umstand, dass eine im Rahmen der Australian National Antarctic Research Expeditions in diesem Gebiet zwischen 1986 und 1987 tätige Mannschaft hier Weddellrobben beobachtet hatte.